# Spectravideo SVI-728
O SVI-728 foi o primeiro computador doméstico da Spectravideo que obedecia totalmente à especificação da arquitetura MSX, introduzido em 1984. O design é virtualmente idêntico ao do predecessor SV-328, o qual, apesar das inúmeras semelhanças em software e hardware, não era compatível com o padrão MSX.
A máquina teve uma versão portátil, o SVI-738.

## Características
| UCP           | Zilog Z80A em 3,58 MHz |
| RAM           | 64 KiB—144 KiB (máxima) |
| VRAM          | 16 KiB |
| ROM           | 32 KiB (máximo de 96 KiB) |
| Teclado       | mecânico, 90 teclas, teclado numérico reduzido |
| Display       | Texas Instruments TMS9918A (NTSC)/TMS9929 (PAL/SECAM), texto (40×24, 32×24 e 80×24 opcional) e gráfico (256×192, 16 cores), 32 sprites.                                                                        |
| Som           | General Instrument AY-3-8910 (PSG), 3 vozes, ruído branco |
| Portas        | interface de gravador cassete, 2 conectores de joystick, saída para TV, saída para monitor de vídeo RGB, [porta paralela]], slot para cartucho, porta de expansão Super Expander e 1 conector de drive externo |
| Armazenamento | fita magnética, 2400 bauds (gravador da Spectravideo) |